# Palacio de Solliden
El Palacio de Solliden está situado en la isla de Olandia en Suecia y es la residencia de verano de la familia real sueca. 

## Historia
El palacio fue mandado construir por la reina Victoria de Suecia, por aquel entonces princesa heredera consorte, en el año 1903, como residencia de verano ya que por su ubicación el clima de la isla era favorable para sus problemas de salud.
La princesa heredera estuvo muy activa en todo el proceso de construcción y se inspiró en la residencia de  Axel Munthes, Villa San Michele en Capri. La princesa contrató tanto a arquitectos conocidos a nivel nacional como a contratistas locales de construcción. Con la ayuda de Axel Munthe, Victoria pudo comprar detalles de edificios y estatuas de Italia que se colocaban en las paredes del edificio. Victoria también era coleccionista, sobre todo de estufas de azulares más antiguas que están en gran número acumuladas dentro del castillo.

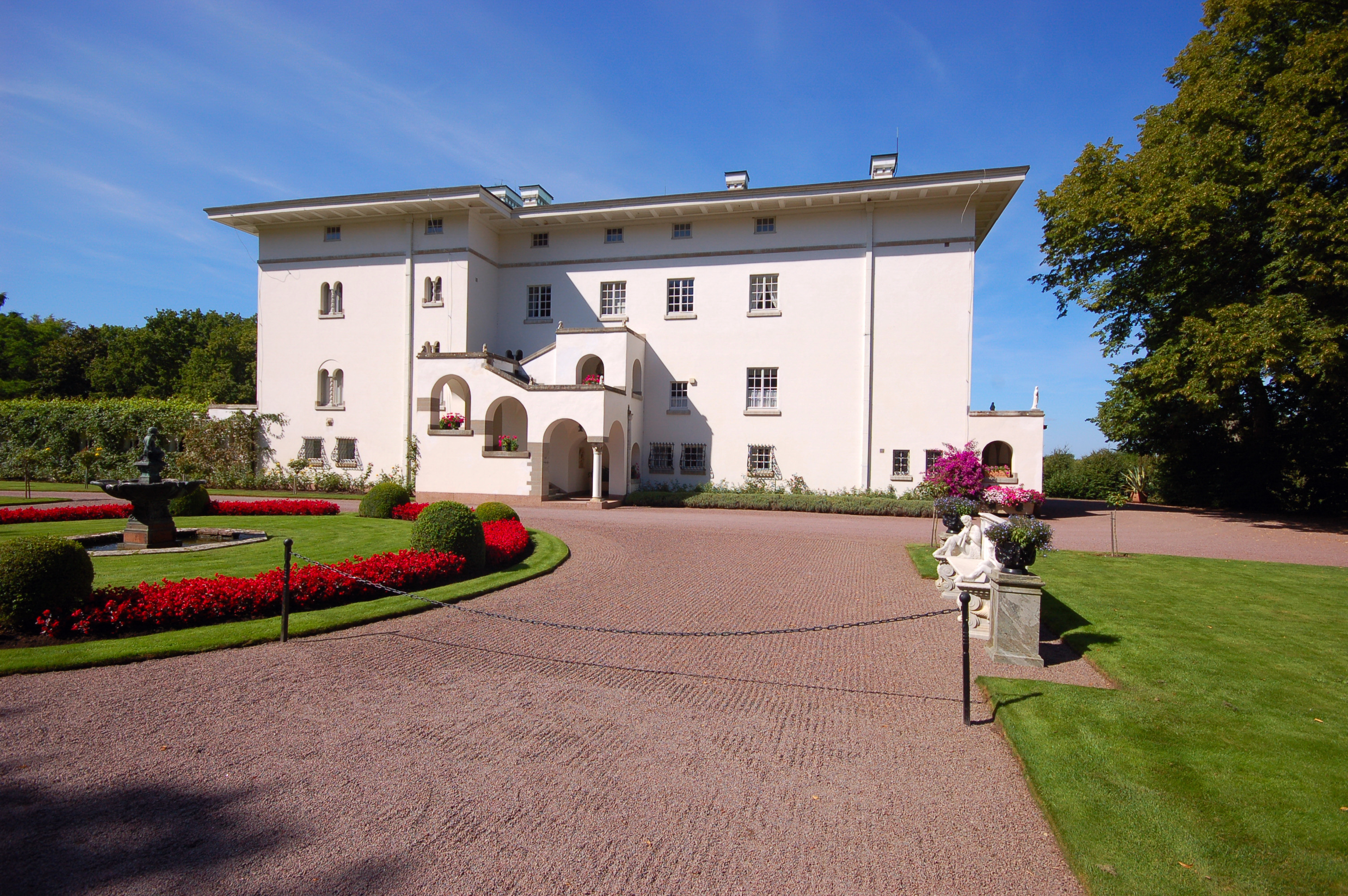

Cuando Victoria murió en 1930, le había legado Solliden a su marido Gustavo V quien decidió mantener su legado y abrió un parque público en sus inmediaciones. 

## Actualidad

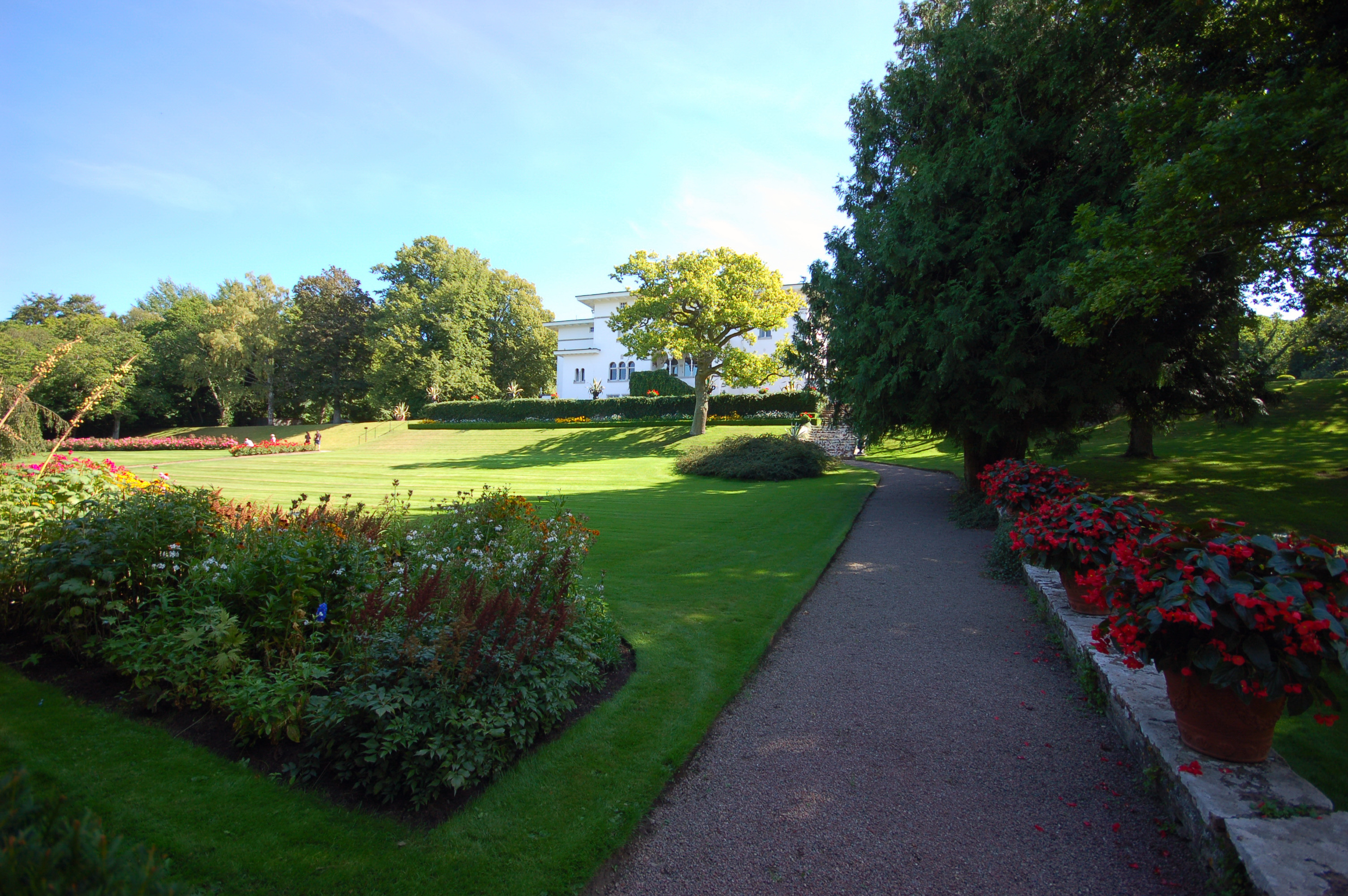
Jardines del palacio

En la actualidad los reyes Carlos XVI Gustavo y Silvia, junto con sus hijos y nietos, veranean en este palacio. Además, la princesa heredera Victoria, celebra anualmente aquí su cumpleaños posando ante los medios en los jardines del palacio. 